# 초조본 사두간진일태자이십팔수경
초조본 사두간진일태자이십팔수경(初雕本 舍頭諫晉日太子二十八宿經)은 서울특별시 서대문구, 연세대학교 중앙도서관에 있는 고려시대의 목판본 불경이다. 2007년 10월 24일 대한민국의 보물 제1528호로 지정되었다.

## 개요
이 대장경은 서진(西晉)의 축법호(竺法護)가 한역(漢譯)한 것으로, 일명(一名) 호이경(虎耳經)이라는 별칭이 소자(小字)로 되어 있다. 재조대장경에는 ‘사두간태자이십팔수경(舍頭諫太子二十八宿經)’, 일명 ‘호이경(虎耳經)’으로 태자 이름인 ‘진일(晉日)’이 빠져 있어 차이가 있다. 내용은 한 천민 여인의 애욕과 이욕(離欲)에 대한 인연 및 4성 계급의 평등을 자세히 설하고 이어서, 천문·점성·별자리 등에 대해서도 설명하고 있다. 또한 인도의 계급 제도에 대하여 자세히 논하는 내용이 담겨있어 고대 인도사회를 이해하는데 도움을 주고 있다.
연세대 중앙도서관에 소장되어 있는 이 경전은 모두 38장 1축으로 되어 있으며, 장의 크기는 46.3cm이다. 장정은 권축장(卷軸裝) 형태로 되어 있는데, 축봉(軸棒)과 표지(裱紙) 등이 전체적으로 잘 갖추어 있다. 표지는 하단부분이 훼손되어 있는데, 종이는 특별히 염색하지 않은 저지(楮紙)를 이용하여 장정하였으며, 띠(帶)는 발이 굵은 마포를 사용하였다. 표제는 특별한 형식없이 ‘사두간이십팔수경(舍頭諫二十八宿經)’이란 약칭으로 묵서되어 있고, 표제 아래로 함차(函次)를 의미하는 ‘사(思)’자가 기재되어 있다. 그러나 권자를 펼치면 권두에 보이는 경제(經題)에는 ‘사두간진일태자이십팔수경(舍頭諫晉日太子二十八宿經)’이 보이고 그 아래로 ‘일명 호이경(一名虎耳經)’과 ‘사(思)’라는 함차가 차례로 기입되어 있다. 판식의 특징을 살펴보면 변란은 상하단변(上下單邊)으로 되어 있는데 일반적으로 권축장 및 절첩장 형식에 보이는 특징이다. 판수제는 ‘사두간경(舍頭諫經)’이란 약칭과 그 아래에 장(丈)이라 기입되어 있다. 행수는 제1장은 22행으로 구분되어 있으나, 제2장 이하는 23행으로 되어 있으며, 자수는 한 행에 14자로 되어 있어 재조본 17자와는 차이를 보이고 있다.
자체는 중국의 북송판 또는 재조본과 비교할 때 듬직하고 해정한 해서체로 판각술이 매우 돋보인다. 11세기에 판각한 초조대장경으로 고려대장경 연구 및 불교학·서지학 연구에 귀중한 자료이다.

## 참고 자료
- 초조본 사두간진일태자이십팔수경 - 국가유산청 국가유산포털